# Західно-Озерний рудник
Західно-Озерний рудник – гірничодобувне підприємство у Башкортостані.
Західно-Озерне родовище має великі запаси – 51 млн тон руди, проте його розробка стримувалась низьким вмістом корисних компонентів – в середньому 0,75% міді та 1,94% цинку. Нарешті, в 2009-з родовища отримали першу руду. Враховуючи, що рудні тіла залягають на глибинах від 30 до 500 метрів, розробку почали відкритим способом, при цьому щоб вилучити основну частину запасів в подальшому буде необхідно перейти до підземних робіт. Проектна глибина кар’єру становить 230 метрів, річна потужність – 0,4 млн тон (цей показник може бути перевищений, так, на 2016-й із Західно-Озерного планувалось вилучення 0,62 млн тон руди).
Видобуту руду доправляють на Учалінську збагачувальну фабрику, що, як і Західно-Озерний рудник, належить до Учалінського гірничо-збагачувального комбінату. 